# Чипріан Тудосе
Чипріан Тудосе (рум. Ciprian Tudosă, нар. 31 березня 1997) — румунський веслувальник, срібний призер Олімпійських ігор 2020 року.

## Виступи на Олімпіадах
| Олімпіада  | Дисципліна | Місце |
| ---------- | ---------- | ----- |
| Токіо 2020 | двійки     | 2     |
| Париж 2024 | четвірки   | 5     |